# Odnaždy dvadcat' let spustja
Odnaždy dvadcat' let spustja (Однажды двадцать лет спустя) è un film del 1980 diretto da Jurij Pavlovič Egorov.

## Trama
Il film racconta i diplomati di una scuola di Mosca che si riuniscono 20 anni dopo e cercano di rispondere a due domande: cosa hai già fatto? e che altro stai aspettando nella vita?